# セロファン (バンド)
セロファン（Cellophane）は、日本のロックバンド。

## メンバー

### 現在のメンバー
- 高内シロウ（1971年3月31日 - ）：ボーカル
- 西池崇（1967年7月23日 - ）：ギター

河野とともにタマコウォルズでも活動している。
- 河野薫（1969年11月18日 - ）：ベース

### 元メンバー
- 溝渕ケンイチロウ（1971年4月15日 - ）：ドラム

2004年に脱退。
脱退後は、the castanetsのメンバーとしても活動していた。

## 略歴・概要
1993年、大阪で結成。1994年、自主レーベル"LOVE LEADER RECORDINGS"を発足して、関西を中心に精力的なライブ活動を行う。
関西でのインディーズシーンでの活動が認められ、1998年にポリドールからマキシ・シングル「That's Life e.p.」でメジャーデビュー。翌1999年には、映画『天使に見捨てられた夜』で映画音楽を手がけた。
2006年活動休止。

## ディスコグラフィ

### 参加作品
| 発売日        | タイトル                       | 規格品番  | 曲順 | 楽曲                      |
| ------------- | ------------------------------ | --------- | ---- | ------------------------- |
| 2002年3月27日 | Smells Like Teenage Symphony   | MUCT-1001 | M.3  | The Dying Day             |
| 2003年7月30日 | The Many Moods of Smiley Smile | MUCT-1004 | M.6  | サマーガーデン（残暑MIX） |

## タイアップ一覧
| 使用年 | 曲名             | タイアップ                                                 |
| ------ | ---------------- | ---------------------------------------------------------- |
| 1999年 | 砂丘             | テレビ東京系『男前』オープニングテーマ                     |
| 1999年 | Baby Light       | テレビ朝日系『おネプ!』エンディングテーマ                  |
| 2001年 | ヨアケ、ハナビラ | TBS・BS-i『スーパーサッカー toto倶楽部』エンディングテーマ |